# Nagykárolyi András
Nagykárolyi András (1939. –) Európa-bajnoki ezüstérmes magyar sportlövő, edző.

## Életpályája
A pisztolylövők harmadik, 1963-as stockholmi Európa-bajnokságán a Balogh Ambrus, Gönczi Ferenc, Kelemen Lajos, Nagykárolyi András összetételű sportpisztolyos csapat ezüstérmet szerzett.